# جون جورج دالي
جون جورج دالي (بالنرويجية البوكمول: Jon Georg Dale)‏ هو سياسي نرويجي، ولد في 16 يونيو 1984 في النرويج. حزبياً، نشط في حزب التقدم.

## مناصب
- انتخب Minister of Transport of Norway [الإنجليزية]‏ (31 أغسطس 2018 – ).
- انتخب Minister of Agriculture and Food (Norway) [الإنجليزية]‏ (16 ديسمبر 2015 – 31 أغسطس 2018).
- انتخب عضو برلمان النرويج  [لغات أخرى]‏ عن دائرة Møre og Romsdal (Storting constituency) [الإنجليزية]‏ وقد انضم خلال فترته النيابية  [لغات أخرى]‏  للكتلة البرلمانية حزب التقدم.
- انتخب نائب عضو برلمان النرويج  [لغات أخرى]‏ (2009 – 2017).
- انتخب وزير دولة [الإنجليزية]‏ (16 أكتوبر 2013 – 16 ديسمبر 2015).

## روابط خارجية
- جون جورج دالي على موقع IMDb (الإنجليزية)